# Mucin-1
Mucin-1 (MUC-1) (früher: CD227, PEM) (entspricht dem Cancer Antigen 15-3 und Cancer Antigen 27.29) ist ein 300–400 kDa schweres transmembranöses (in Zellmembranen eingebettetes) Mucin in Wirbeltieren, das in allen Organen des Menschen vorkommt.

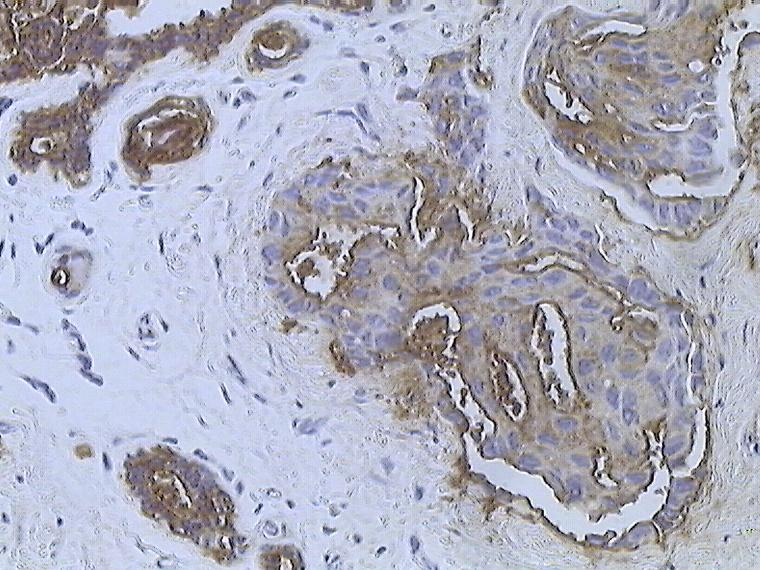
Feingewebsschnitt eines Mammakarzinoms mit muc1-Darstellung

Mucin-1 findet sich zum Beispiel in der Cornea. Dort ist es fest in die Zellmembranen der Epithelzellen der Cornea eingebaut. Es verhindert aufgrund seiner Größe und der negativen Ladungen die Adhäsion anderer Zellen und Mikroorganismen an den Epithelzellen. Es überragt die Mikrovilli um ein Vielfaches und verhindert so, dass Bakterien an die äußeren Epithelzellwände gelangen.
Das Mucin-1 wird auf epithelialen Tumoren, auf zahlreichen Adenokarzinomen, bei Lymphomen und beim Multiplem Myelom überexprimiert, wodurch es seit 1990 zu einem etablierten Tumormarker (CA 15-3) wurde. Krebszellen verlieren ihre Polarität und MUC-1 wird auch an der basolateralen Seite der Zelle gebildet. Die dadurch verminderte Zelladhäsion kann als einer der Faktoren zu Beginn der Kettenreaktion der Metastasenbildung von Tumorzellen betrachtet werden. In der Krebstherapie ist dieser Tumormarker der Ansatzpunkt für einige neue Therapeutika. Beispielsweise der monoklonale Antikörper Cantuzumab.
Unter der Bezeichnung Cancer Antigen 15-3 (CA 15-3) dient MUC-1 als Tumormarker zur Verlaufskontrolle von Brustkrebs. Ähnliche Muzin-Tumormarker sind CA 19-9, KL-6, und CA-125.
Serumspiegel des CA 15-3 über 30 U/ml sprechen für eine aktive Tumorerkrankung. Die Sensitivität (Anteil der Erkrankten, bei denen der Marker positiv ist) beträgt beim Brustkrebs 60–80 % (bis 90 % bei metastasierten Erkrankungen), beim Ovarialkarzinom 40–70 %, bei anderen Tumoren schlechter.
Der Marker dient in der Routine zur Nachsorge/Verlaufskontrolle von Brustkrebs-Patientinnen, die mit dem Ziel einer Heilung behandelt worden sind. Bei unheilbaren, palliativ behandelten Fällen ergibt sich aus dem Verlauf von Tumormarkern in der Regel kein therapeutischer Nutzen. Bei anderen Tumoren kann CA 15-3 ebenfalls positiv werden, jedoch ist die Sensitivität für den klinischen Einsatz zu niedrig. Zum Screening von gesunden Personen auf Krebserkrankungen sind Tumormarker wegen der hohen Rate falsch-negativer Befunde prinzipiell ungeeignet.
Gegenwärtig wird erforscht, ob das membranständige Glykopeptid sich wegen seiner Überexpression auf den Krebszellen auch als Angriffspunkt für eine Krebsimmuntherapie eignet, etwa indem man Zytostatika an einen Antikörper gegen CA 15-3 koppelt.